# Sesto al Reghena

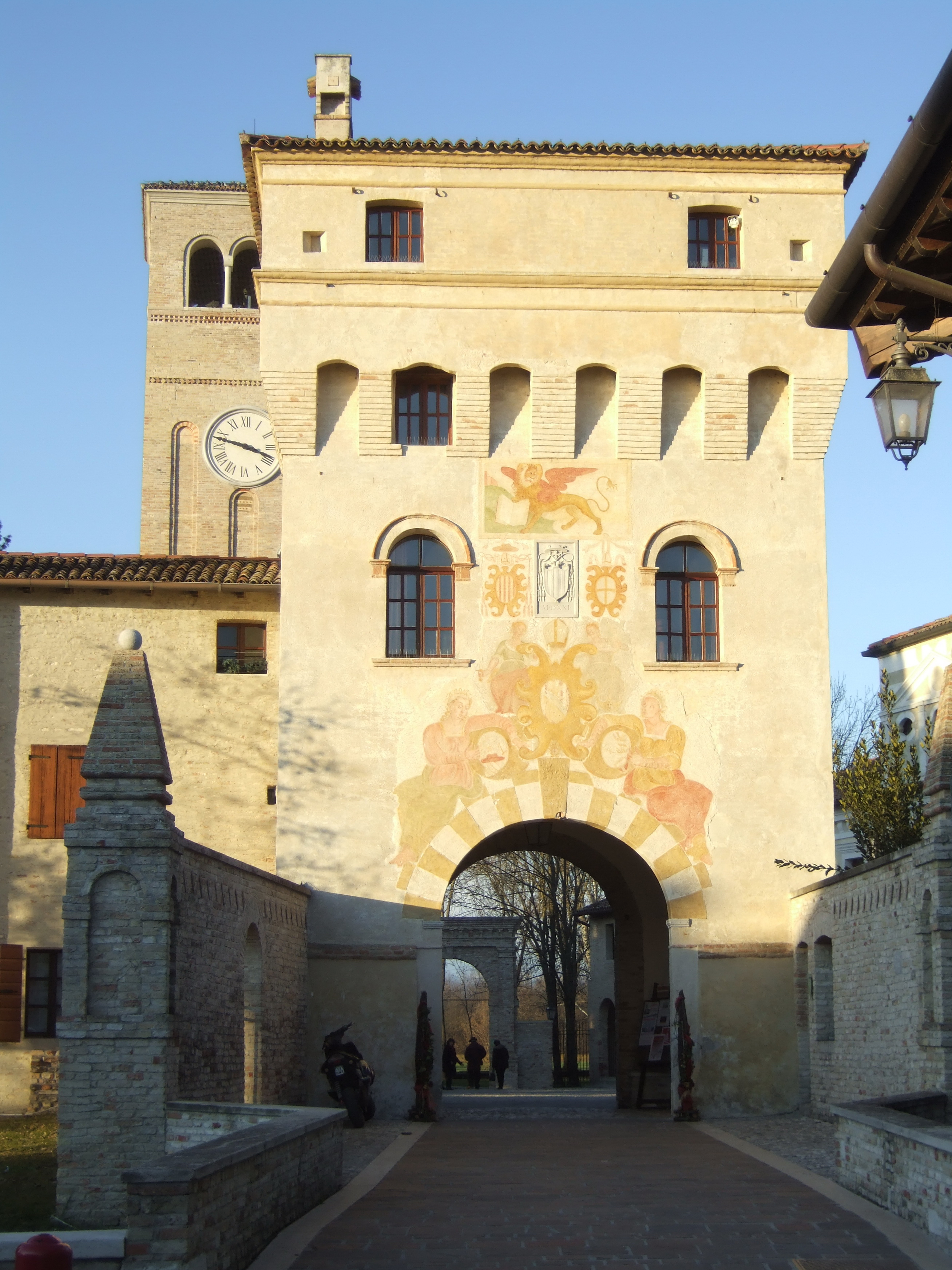
Abdijkerk van Sesto al Reghena

Sesto al Reghena is een gemeente in de Italiaanse provincie Pordenone (regio Friuli-Venezia Giulia) en telt 5675 inwoners (31-12-2004). De oppervlakte bedraagt 40,5 km², de bevolkingsdichtheid is 141,8 inwoners per km².
De volgende frazioni maken deel uit van de gemeente: Bagnarola, Ramuscello, Marignana, Casette.

## Demografie
Sesto al Reghena telt ongeveer 2164 huishoudens. Het aantal inwoners steeg in de periode 1991-2001 met 2,5% volgens cijfers uit de tienjaarlijkse volkstellingen van ISTAT.
| Jaar | Inwoneraantal |
| ---- | ------------- |
| 1991 | 5183          |
| 2001 | 5311          |

## Geografie
De gemeente ligt op ongeveer 13 meter boven zeeniveau.
Sesto al Reghena grenst aan de volgende gemeenten: Chions, Cinto Caomaggiore (VE), Cordovado, Gruaro (VE), Morsano al Tagliamento, San Vito al Tagliamento.